# Gran Premi de Portugal del 1994

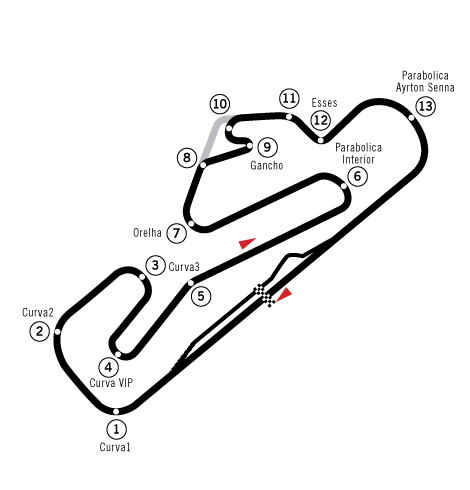
Mapa del circuit d'Estoril, seu de la cursa.

Resultats del Gran Premi de Portugal de Fórmula 1 de la temporada 1994, disputat al circuit d'Estoril el 25 de setembre del 1994.

## Resultats
| Pos | No | Pilot                 | Equip                 | Voltes | Temps/ Retirada          | Pos. de sortida | Punts |
| --- | -- | --------------------- | --------------------- | ------ | ------------------------ | --------------- | ----- |
| 1   | 0  | Damon Hill            | Williams - Renault    | 71     | 1h 45' 10. 1             | 2               | 10    |
| 2   | 2  | David Coulthard       | Williams - Renault    | 71     | + 0.603 s                | 3               | 6     |
| 3   | 7  | Mika Häkkinen         | McLaren - Peugeot     | 71     | + 20.193 s               | 4               | 4     |
| 4   | 14 | Rubens Barrichello    | Jordan - Hart         | 71     | + 28.003 s               | 8               | 3     |
| 5   | 6  | Jos Verstappen        | Benetton - Ford       | 71     | + 29.385 s               | 10              | 2     |
| 6   | 8  | Martin Brundle        | McLaren - Peugeot     | 71     | + 52.702 s               | 7               | 1     |
| 7   | 15 | Eddie Irvine          | Jordan - Hart         | 70     | + 1 Volta                | 13              |       |
| 8   | 9  | Christian Fittipaldi  | Footwork - Ford       | 70     | + 1 Volta                | 11              |       |
| 9   | 10 | Gianni Morbidelli     | Footwork - Ford       | 70     | + 1 Volta                | 16              |       |
| 10  | 25 | Eric Bernard          | Prost - Renault       | 70     | + 1 Volta                | 21              |       |
| 11  | 12 | Johnny Herbert        | Lotus - Mugen - Honda | 70     | + 1 Volta                | 20              |       |
| 12  | 23 | Pierluigi Martini     | Minardi - Ford        | 69     | + 2 Voltes               | 18              |       |
| 13  | 24 | Michele Alboreto      | Minardi - Ford        | 69     | + 2 Voltes               | 19              |       |
| 14  | 19 | Yannick Dalmas        | Larrousse - Ford      | 69     | + 2 Voltes               | 23              |       |
| 15  | 32 | Jean-Marc Gounon      | Simtek - Ford         | 67     | + 4 Voltes               | 26              |       |
| 16  | 11 | Philippe Adams        | Lotus - Mugen - Honda | 67     | + 4 Voltes               | 25              |       |
| DSQ | 26 | Olivier Panis         | Ligier - Renault      | 70     | Irregularitats monoplaça | 15              |       |
| Ret | 4  | Mark Blundell         | Tyrrell - Yamaha      | 61     | Motor                    | 12              |       |
| Ret | 6  | Jyrki Järvilehto      | Benetton - Ford       | 60     | Accident                 | 14              |       |
| Ret | 29 | Andrea de Cesaris     | Sauber - Mercedes     | 54     | Accident                 | 17              |       |
| Ret | 27 | Jean Alesi            | Ferrari               | 38     | Col·lisió                | 5               |       |
| Ret | 31 | David Brabham         | Simtek - Ford         | 36     | Col·lisió                | 24              |       |
| Ret | 30 | Heinz-Harald Frentzen | Sauber - Mercedes     | 31     | Diferencial              | 9               |       |
| Ret | 20 | Érik Comas            | Larrousse - Ford      | 27     | Suspensions              | 22              |       |
| Ret | 3  | Ukyo Katayama         | Tyrrell - Yamaha      | 26     | Caixa canvi              | 6               |       |
| Ret | 28 | Gerhard Berger        | Ferrari               | 7      | Caixa canvi              | 1               |       |
| NVC | 34 | Bertrand Gachot       | Pacific - Ilmor       |        |                          |                 |       |
| NVC | 33 | Paul Belmondo         | Pacific - Ilmor       |        |                          |                 |       |

## Altres
- Pole: Gerhard Berger	1' 20. 608
- Volta ràpida: David Coulthard 1' 24. 466 (a la volta 12)